# TAE-Puffer
TAE-Puffer ist die Abkürzung für TRIS-Acetat-EDTA-Puffer, ein nach seinen Bestandteilen
- TRIS (Tris-(hydroxymethyl)-aminomethan),
- Acetat (Anion der Essigsäure) und
- EDTA (Ethylendiamintetraessigsäure)

benannter Elektrophoresepuffer. TAE-Puffer werden u. a. bei der Agarose-Gelelektrophorese zur Trennung von Nukleinsäuren eingesetzt. Die Konzentrationen für Tris und Essigsäure liegen meistens zwischen 40 und 50 millimolar. Die EDTA-Konzentration liegt bei 1 mM. Der pH-Wert wird meistens auf 8 eingestellt.
Alternativ verwendete Puffer zur Trennung von Nukleinsäuren sind z. B. TBE-Puffer, TPE-Puffer, SB-Puffer oder LB-Puffer. Im Vergleich zu TBE- und TPE-Puffern wird TAE-Puffer weniger während der Elektrophorese erhitzt, wodurch höhere Spannungen an das Gel angelegt werden können. Jedoch besitzt es eine geringere Pufferkapazität als ein TBE-Puffer. Die Wanderungsgeschwindigkeit ist in TAE-Puffer doppelt so hoch wie bei einem TBE-Puffer.